# ترونزانو فيرسيلسي
ترونزانو فيرسيلسي هي بلدية في مقاطعة فرشيلي التابعة لإقليم بييمونتي الإيطالية، تقع على بعد حوالي 50 كيلومتر (31 ميل) إلى الشمال الشرقي من مدينة تورينو وحوالي 20 كيلومتر (12 ميل) إلى الغرب من فيرتشيلي. في 31 كانون الأول / ديسمبر 2004 كان عدد سكانها 3,519 نسمة، وتبلغ مساحتها 44.9 كيلومتر مربع (17.3 ميل2).
بلدية ترونزانو فيرسيلسي تحتوي على فراتسيوني (تقسيمات فرعية للقرى والنجوع) سالومينو.
تقع ترونزانو فيرسيلسي على حدود البلديات التالية: أليس كاستيلو، بيانزيه، بورغو داليه، كروفا، رونسيكو، سان جرمانو فيرسيلسي، سانثيا.

## أعلام
- كارلو نايا